# Engenheiro de combate

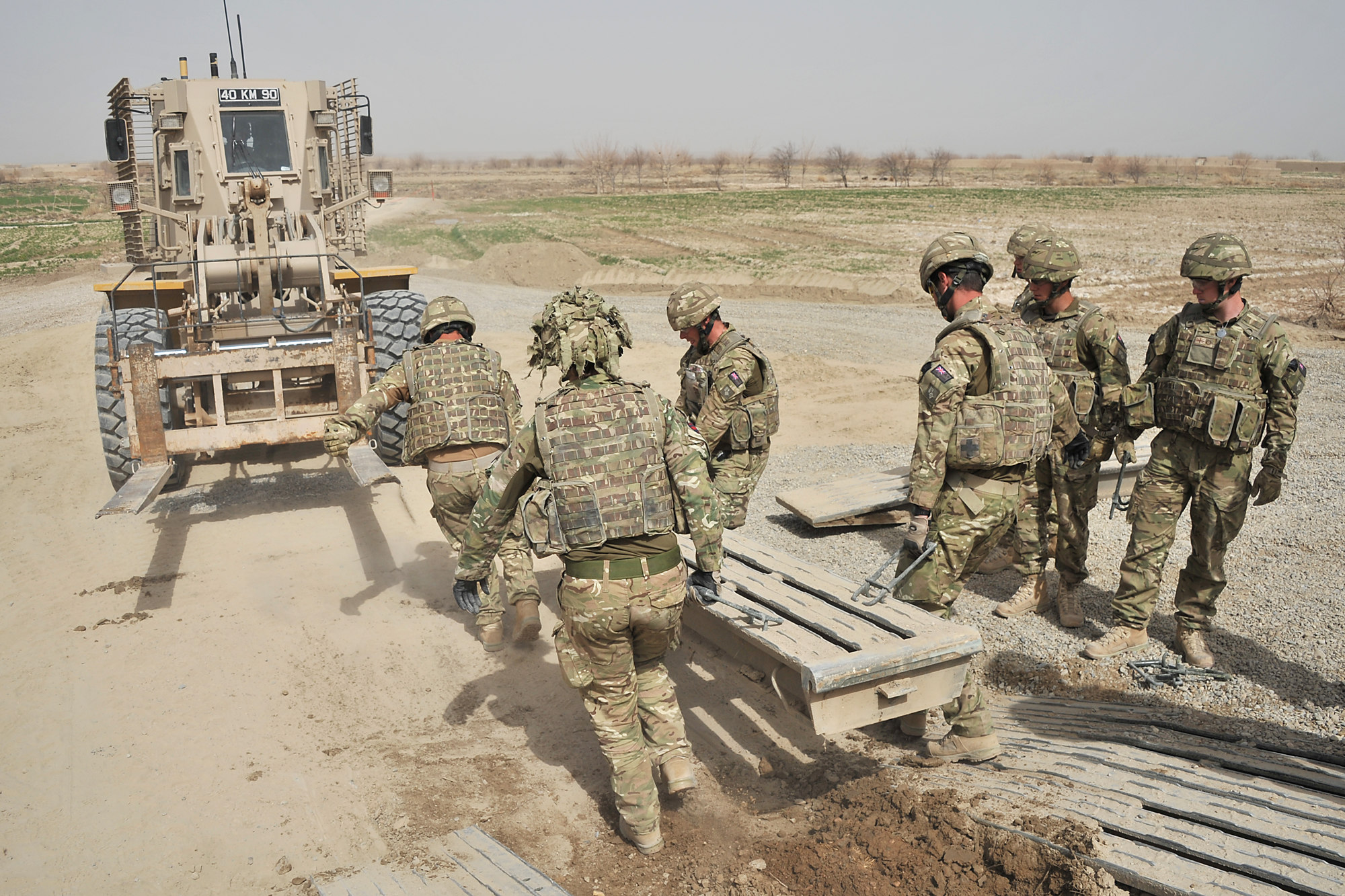
Engenheiros Reais preparando local para construção de ponte no Afeganistão

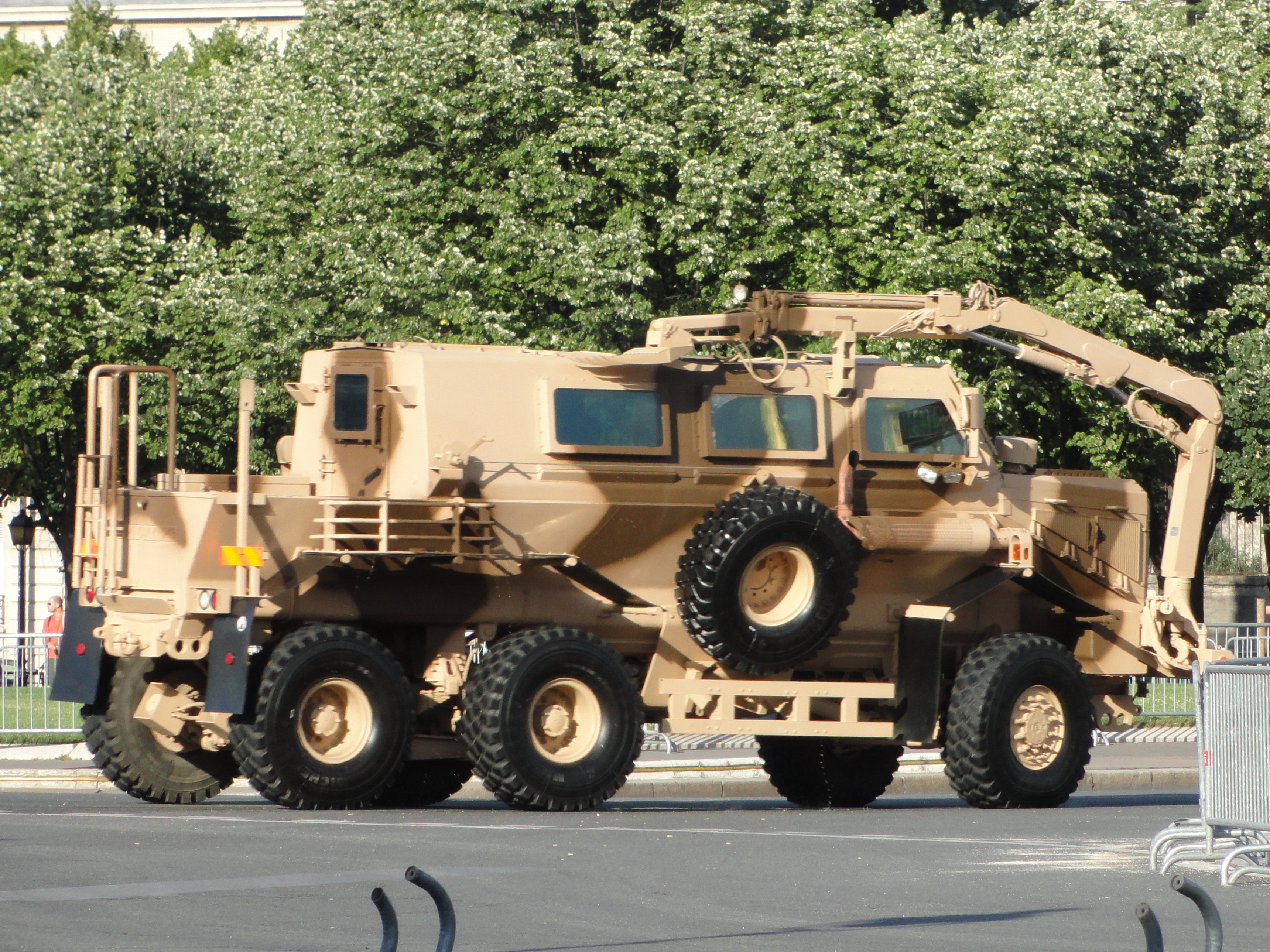
Buffalo MRAP (Veículo Protegido contra Emboscadas Resistente a Minas)

Um engenheiro de combate (também chamado de pioneiro ou sapador) é um tipo de soldado que realiza tarefas de engenharia militar em apoio às operações de combate das forças terrestres. Os engenheiros de combate executam uma variedade de tarefas de engenharia militar, de guerra de túneis e minas, bem como tarefas de construção e demolição dentro e fora das zonas de combate.
Os engenheiros de combate facilitam a mobilidade das forças amigas enquanto impedem a do inimigo. Eles também trabalham para garantir a sobrevivência das forças amigas, construindo posições de combate, fortificações e estradas. Eles realizam missões de demolição e limpeza de campos minados manualmente ou com o uso de veículos especializados. As missões comuns dos engenheiros de combate incluem construção e abertura de trincheiras, armadilhas para tanques e outros obstáculos e fortificações; colocação de obstáculos e construção de bunkers; liberação e reconhecimento de rotas; construção ou destruição de pontes e estradas; colocação e remoção de minas terrestres; e ataques de armas combinadas. Normalmente, os engenheiros de combate também são treinados como fuzileiros e, como missão secundária, servem como infantaria provisória quando necessário.